# Forêts de Corse
La Corse, île de 8 680 km2, a une surface de bois et forêts de 507 000 ha, soit 58 % de sa superficie. Elle est la plus boisée des îles de la Méditerranée.

## La forêt et les espaces naturels

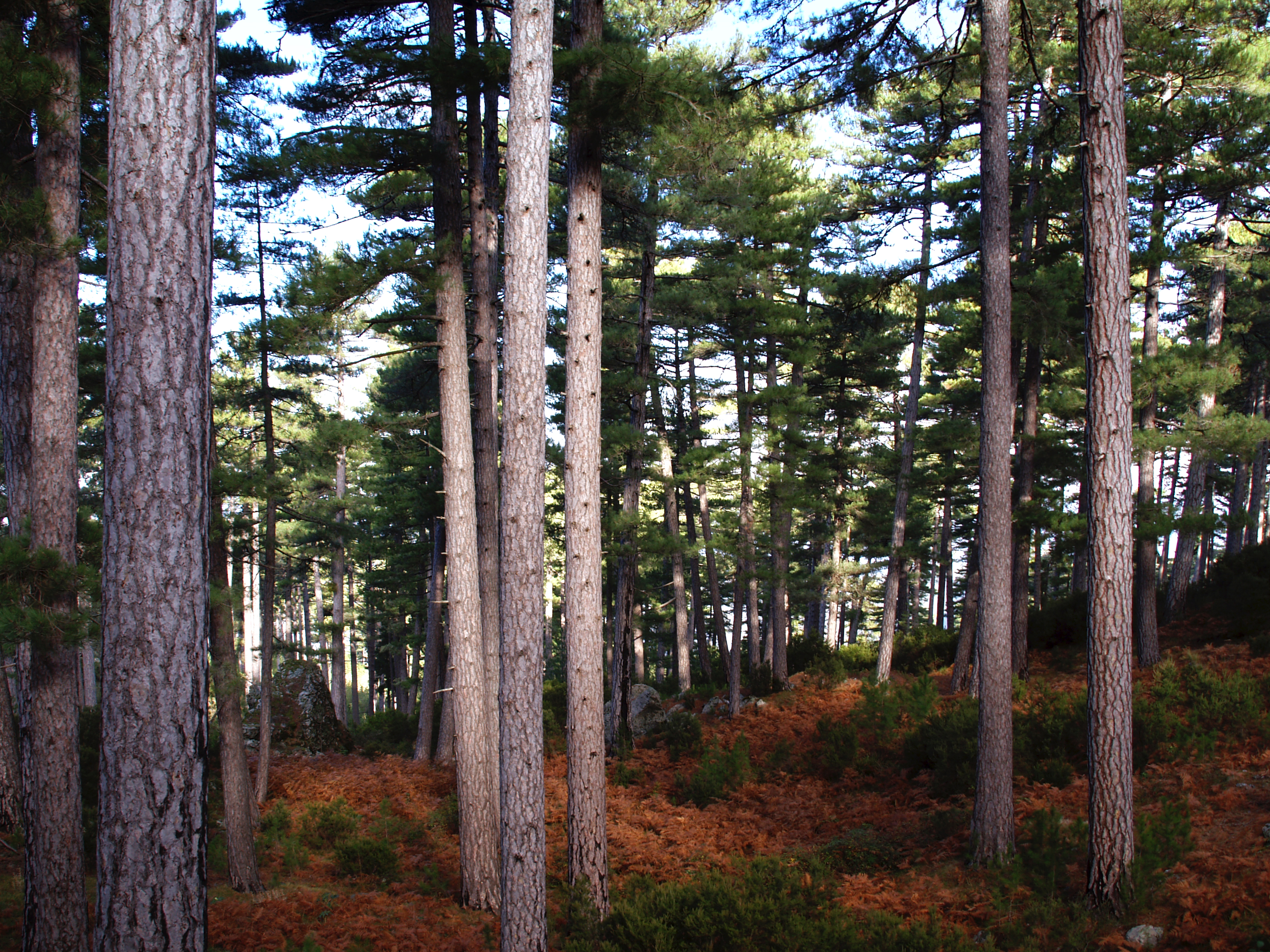
En forêt de Rospa-Sorba.

L'Office national des forêts est chargé de la gestion des forêts relevant du régime forestier : forêts territoriales, forêts départementales ainsi que forêts des collectivités de l'île, soit 150 261 ha de la couverture forestière de l'île.
Les essences résineuses occupent près de 60 % de leur surface productive et elles concentrent l’essentiel de la ressource actuellement valorisable en bois d’œuvre. 
Son exploitation a donné  pour l'année 2006 un volume total de bois commercialisé de 45 000 m3.
La forêt privée représentée par des feuillus pour plus de 80 % de sa surface, reste globalement très morcelée ; 100 000 ha appartiennent à plus de 73 000 propriétaires.

## Forêts territoriales
Elles sont au nombre de 31 dans les deux départements de Corse, réparties sur 51 023 ha, ce qui représente 27 % de la surface boisée de l’île.
Elles sont essentiellement des forêts d'altitude où hêtres et pins laricio sont majoritaires, expliquant aussi la quasi absence du chêne vert, la première l'essence sur l'île. 
Ces forêts d'altitude anciennement génoises, devinrent royales et publiques lors du rattachement de la Corse à la France en 1768. Conservées par l’État français à la suite des transactions Blondel du 10 août 1851, elles deviennent publiques.
La loi du 22 janvier 2002 transfère le domaine forestier privé de l'État à la Collectivité territoriale de Corse. 
Le volume de bois commercialisé en 2001 était de 35 000 m3.
| Nom                        | Département | Communes                                                         | Superficie (Ha) | Observations                                            |
| -------------------------- | ----------- | ---------------------------------------------------------------- | --------------- | ------------------------------------------------------- |
| Aitone                     | 2A          | Évisa, Cristinacce                                               | 2 399           | dont Lindinosa 726 ha                                   |
| Bavella-Sambuco            | 2A          | Conca, Sari-Solenzara, Zonza                                     | 4 593           |                                                         |
| Chiavari                   | 2A          | Coti-Chiavari, Pietrosella                                       | 1 793           |                                                         |
| Coscione                   | 2A          | Zicavo, Aullène, Olivese                                         | 855             | Zicavo, Olivese                                         |
| Funtanaccia                | 2A          | Monacia-d'Aullène                                                | 7               | sur le littoral communal                                |
| Libiu                      | 2A          | Guagno, Poggiolo, Murzo, Rosazia                                 |                 | Forêt de Libio-Trettore sur Guagno, forêt de Barogaggio |
| Lonca                      | 2A          | Évisa                                                            |                 |                                                         |
| L'Ospedale                 | 2A          | Porto-Vecchio, San-Gavino-di-Carbini, Carbini, Zonza, Conca      | 5 296           | FT d'Albarellu sur Conca                                |
| Piana                      | 2A          | Piana                                                            | 240             |                                                         |
| Pineta                     | 2A          | Bastelica, Frasseto                                              | 4 086           |                                                         |
| Punteniellu                | 2A          | Ciamannacce, Tasso                                               |                 |                                                         |
| Sabinetu                   | 2A          | Serriera                                                         | 210             | Réserve intégrale de chasse                             |
| Sant'Antone                | 2A          | Cozzano, Palneca                                                 | 3 149           | Cozzano, Palneca                                        |
| Santa-Maria-Siché          | 2A          | Santa-Maria-Siché                                                |                 |                                                         |
| Valdo Grosso               | 2A          | Sainte-Lucie-de-Tallano                                          | 127             |                                                         |
| Valle Mala                 | 2A          | Moca-Croce, Santa-Maria-Figaniella, Zerubia                      | 716             |                                                         |
| Vero                       | 2A          | Vero                                                             | 359             | Vero, Azzana                                            |
| Zonza                      | 2A          | San-Gavino-di-Carbini, Zonza                                     | 1 165           |                                                         |
| Bonifatu                   | 2B          | Calenzana                                                        | 3 013           |                                                         |
| Fangu                      | 2B          | Galéria, Manso                                                   | 11 598          | 4 361 sont en site Natura2000                           |
| Fiumorbo                   | 2B          | Isolaccio-di-Fiumorbo, San-Gavino-di-Fiumorbo, Serra-di-Fiumorbo | 3 149           |                                                         |
| Marmano                    | 2B          | Ghisoni, Palneca                                                 | 2 647           |                                                         |
| Petrapiana                 | 2B          | Isolaccio-di-Fiumorbo, Poggio-di-Nazza                           | 1 341           |                                                         |
| Pineto                     | 2B          | Aiti, Gavignano, Saliceto                                        | 160             |                                                         |
| Rospa-Sorba                | 2B          | Muracciole, Noceta, Rospigliani, Vezzani et Ghisoni              | 766             |                                                         |
| Stella                     | 2B          | Campitello, Scolca, Vignale, Rutali, Lucciana, Murato, Borgo     | 338             |                                                         |
| Tartagine-Melaja           | 2B          | Olmi-Cappella, Mausoleo                                          | 2 783           |                                                         |
| Tavignano (massif de Melo) | 2B          | Calacuccia, Corscia, Corte                                       | 588             |                                                         |
| Tavignano                  | 2B          | Soveria, Corte                                                   | 1 363           |                                                         |
| Tova                       | 2B          | Solaro, Chisa                                                    | 2 781           |                                                         |
| Valduniellu                | 2B          | Albertacce                                                       | 4 436,36        |                                                         |
| Vizzavona                  | 2B          | Vivario                                                          | 1 634           |                                                         |

## Forêts départementales
Il n'y a qu'une seule forêt départementale en Corse.
| Nom   | Département | Communes                     | Superficie (Ha) |
| ----- | ----------- | ---------------------------- | --------------- |
| Conca | 2A          | Conca, Sari-Solenzara, Zonza | 2 648           |

## Forêts de collectivités
L'ONF gère en Corse 131 forêts communales. À celles-ci, il convient d'ajouter une propriété du Conservatoire du littoral, la forêt de Pinia située au sud de l'étang d'Urbino, et la forêt de Casabianda sur des terres appartenant au ministère de la Justice.
Ces forêts des collectivités sont communales, communales indivises (plusieurs communes en indivision), d'établissements d'utilité publique ou encore départementale.

### Forêts communales, d'établissements d'utilité publique et départementales
| Nom                                       | Département | Types                              | Superficie (Ha) | Observations                                                                        |
| ----------------------------------------- | ----------- | ---------------------------------- | --------------- | ----------------------------------------------------------------------------------- |
| Ajaccio                                   | 2A          | Communale                          | 260             | Ajaccio, Alata                                                                      |
| Albitreccia/Cognocoli-Monticchi           | 2A          | Communale                          |                 |                                                                                     |
| Altagène/Zoza                             | 2A          | Communale                          | 100             |                                                                                     |
| Ambiegna                                  | 2A          | Communale                          |                 |                                                                                     |
| Appricciani sectionale Vico               | 2A          | Communale                          |                 |                                                                                     |
| Arbori                                    | 2A          | Communale                          |                 |                                                                                     |
| Argiusta-Moriccio                         | 2A          | Communale                          | 2 859           | Argiusta-Moriccio, Moca-Croce, Olivese, Petreto-Bicchisano, Corrano, Zevaco, Zicavo |
| Arro                                      | 2A          | Communale                          | 18              | Arro, Sari-d'Orcino                                                                 |
| Aullène/Monacia-d'Aullène                 | 2A          | Communale                          | 5 467           | Aullène, Zerubia, Monacia-d'Aullène                                                 |
| Azilone-Ampaza                            | 2A          | Communale                          | 24              |                                                                                     |
| Azzana                                    | 2A          | Communale                          | 139             | Azzana, Tavera, Ucciani                                                             |
| Azzana/Pastricciola/Rezza                 | 2A          | Communale                          | 1 045           | Azzana, Bocognano, Pastricciola, Rezza, Tavera                                      |
| Balogna                                   | 2A          | Communale                          |                 |                                                                                     |
| Bastelica                                 | 2A          | Communale                          | 4 315           | Bastelica, Cauro, Eccica-Suarella                                                   |
| Bocognano                                 | 2A          | Communale                          | 3 957           | Bocognano, Bastelica                                                                |
| Calcatoggio                               | 2A          | Communale                          | 375             | Calcatoggio, Sant'Andrea-d'Orcino, Sarrola-Carcopino                                |
| Carbini/Figari/Levie                      | 2A          | Communale                          | 997             |                                                                                     |
| Carbuccia                                 | 2A          | Communale                          | 391             | Carbuccia, Peri, Ucciani                                                            |
| Cardo-Torgia                              | 2A          | Communale                          | 13              | Cardo-Torgia, Zigliara                                                              |
| Cargèse                                   | 2A          | Communale                          |                 |                                                                                     |
| Cargiaca                                  | 2A          | Communale                          | 31              |                                                                                     |
| Casalabriva                               | 2A          | Communale                          | 2728            | Casalabriva, Petreto-Bicchisano, Sollacaro, Moca-Croce                              |
| Cauro                                     | 2A          | Communale                          | 253             | Bastelica, Cauro                                                                    |
| Ciamannacce                               | 2A          | Communale                          | 1 576           | Ciamannacce, Sampolo, Tasso, Palneca, Santa-Maria-Siché, Guitera-les-Bains          |
| Corrano/Guitera/Frasseto/Quasquara/Zevaco | 2A          | Communale                          |                 |                                                                                     |
| Conca                                     | 2A          | Communale                          | 465             | Conca, Zonza                                                                        |
| Corrano                                   | 2A          | Communale                          | 389             | Corrano, Frasseto, Guitera-les-Bains, Tasso, Zevaco                                 |
| Coti-Chiavari/Frasseto                    | 2A          | Communale                          |                 |                                                                                     |
| Cozzano                                   | 2A          | Communale                          | 5 499           | Cozzano, Palneca                                                                    |
| Cristinacce                               | 2A          | Communale                          |                 |                                                                                     |
| Cuttoli-Corticchiato                      | 2A          | Communale                          | 782             | Cuttoli-Corticchiato, Peri                                                          |
| Eccica-Suarella                           | 2A          | Communale                          | 40              |                                                                                     |
| Évisa/Ota/Serriera                        | 2A          | Communale                          |                 |                                                                                     |
| Frasseto                                  | 2A          | Communale                          | 1 176           | Frasseto, Guitera-les-Bains                                                         |
| Grosseto-Prugna                           | 2A          | Communale                          | 253             | Grosseto-Prugna, Santa-Maria-Siché                                                  |
| Guagno                                    | 2A          | Communale                          |                 |                                                                                     |
| Guitera                                   | 2A          | Communale                          | 1 176           | Frasseto, Guitera-les-Bains                                                         |
| Lecci                                     | 2A          | d'établissement d'utilité publique | 868             | Lecci, San-Gavino-di-Carbini                                                        |
| Letia                                     | 2A          | Communale                          |                 |                                                                                     |
| Loreto-di-Tallano                         | 2A          | Communale                          | 81              | Cargiaca, Loreto-di-Tallano, Fozzano                                                |
| Marignana                                 | 2A          | Communale                          |                 |                                                                                     |
| Moca-Croce                                | 2A          | Communale                          | 716             | Moca-Croce, Petreto-Bicchisano                                                      |
| Murzo                                     | 2A          | Communale                          |                 |                                                                                     |
| Nesa sectionale Vico                      | 2A          | Communale                          |                 |                                                                                     |
| Olivese                                   | 2A          | Communale                          | 3 814           | Olivese, Zicavo                                                                     |
| Olmeto                                    | 2A          | Communale                          |                 |                                                                                     |
| Orto                                      | 2A          | Communale                          |                 |                                                                                     |
| Palneca                                   | 2A          | Communale                          | 2 674           | Palneca, Ciamannacce, Grosseto-Prugna, Santa-Maria-Siché                            |
| Pastricciola                              | 2A          | Communale                          | 1 045           | Azzana, Bocognano, Pastricciola, Rezza, Tavera                                      |
| Peri                                      | 2A          | Communale                          |                 | (Cf. Carbuccia, Cuttoli-Corticchiato et Ucciani)                                    |
| Petreto-Bicchisano                        | 2A          | Communale                          |                 |                                                                                     |
| Piana                                     | 2A          | Communale                          | 950             |                                                                                     |
| Pianottoli-Caldarello/Zerubia             | 2A          | Communale                          |                 |                                                                                     |
| Porto-Vecchio                             | 2A          | Communale                          | 749             |                                                                                     |
| Pietrosella/Quasquara                     | 2A          | Communale                          |                 |                                                                                     |
| Quatre communes du Viggiano               | 2A          | Communale                          |                 | Fozzano, Santa-Maria-Figaniella, Moca-Croce, Petreto-Bicchisano                     |
| Quenza                                    | 2A          | Communale                          | 4 434           |                                                                                     |
| Rosazia                                   | 2A          | Communale                          | 71              |                                                                                     |
| Sampolo                                   | 2A          | Communale                          |                 |                                                                                     |
| Santa-Maria-Siché                         | 2A          | Communale                          | 2 674           | Quasquara, Santa-Maria-Siché, Ciamannacce, Grosseto-Prugna, Palneca                 |
| Sant'Andrea-d'Orcino/Cannelle             | 2A          | Communale                          |                 |                                                                                     |
| San-Gavino-di-Carbini                     | 2A          | Communale                          | 230             |                                                                                     |
| Sari-d'Orcino                             | 2A          | Communale                          | 117             | Sari-d'Orcino, Vero                                                                 |
| Sarrola-Carcopino                         | 2A          | Communale                          | 15              | Sarrola-Carcopino, Valle-di-Mezzana                                                 |
| Serra-di-Scopamène                        | 2A          | Communale                          | 125             | Serra-di-Scopamène, Quenza                                                          |
| Serra-di-Scopamène/Sotta                  | 2A          | Communale                          |                 |                                                                                     |
| Soccia                                    | 2A          | Communale                          |                 |                                                                                     |
| Sollacaro                                 | 2A          | Communale                          | 133             |                                                                                     |
| Sorbollano                                | 2A          | Communale                          |                 |                                                                                     |
| Sotta                                     | 2A          | Communale                          | 248             |                                                                                     |
| Tasso                                     | 2A          | Communale                          | 388             | Ciamannacce, Sampolo, Tasso                                                         |
| Tavaco                                    | 2A          | Communale                          | 131             | Tavaco, Vero                                                                        |
| Tavera                                    | 2A          | Communale                          | 622             | Bastelica, Peri, Tavera, Ucciani                                                    |
| Ucciani                                   | 2A          | Communale                          | 981             | Bastelica, Carbuccia, Cuttoli-Corticchiato, Peri, Ucciani                           |
| Urbalacone                                | 2A          | Communale                          | 38              | Guargualé, Urbalacone                                                               |
| Valle-di-Mezzana                          | 2A          | Communale                          |                 |                                                                                     |
| Vero                                      | 2A          | Communale                          | 53              |                                                                                     |
| Zicavo                                    | 2A          | Communale                          | 1 624           |                                                                                     |
| Zigliara                                  | 2A          | Communale                          | 17              |                                                                                     |
| Zonza                                     | 2A          | Communale                          | 1 230           | Zonza, Quenza                                                                       |
| Albertacce                                | 2B          | Communale                          |                 |                                                                                     |
| Asco                                      | 2B          | Communale                          | 11 457          | Asco, Soveria, Moltifao, Vivario                                                    |
| Cagnano                                   | 2B          | Communale                          | 230             | Cagnano, Luri                                                                       |
| Calacuccia                                | 2B          | Communale                          |                 |                                                                                     |
| Calenzana                                 | 2B          | Communale                          | 5 856           | Calenzana, Manso                                                                    |
| Calenzana/Moncale                         | 2B          | Communale                          | 2 630           | Galéria, Manso                                                                      |
| Casamaccioli                              | 2B          | Communale                          |                 |                                                                                     |
| Castiglione                               | 2B          | Communale                          |                 |                                                                                     |
| Chisa                                     | 2B          | Communale                          |                 |                                                                                     |
| Corscia                                   | 2B          | Communale                          |                 |                                                                                     |
| Corte                                     | 2B          | Communale                          | 5 272           |                                                                                     |
| Filosorma                                 | 2B          | Communale                          | 6 390           | Corscia, Calacuccia, Casamaccioli, Lozzi, Albertacce                                |
| Focicchia                                 | 2B          | Communale                          |                 |                                                                                     |
| Ghisoni                                   | 2B          | Communale                          |                 |                                                                                     |
| Isolaccio-di-Fiumorbo                     | 2B          | Communale                          |                 |                                                                                     |
| Loreto-di-Casinca                         | 2B          | Communale                          |                 |                                                                                     |
| Lugo-di-Nazza                             | 2B          | Communale                          |                 |                                                                                     |
| Luri                                      | 2B          | Communale                          | 13              |                                                                                     |
| Mausoléo/Olmi-Cappella                    | 2B          | Communale                          |                 |                                                                                     |
| Mausoléo/Pioggiola                        | 2B          | Communale                          |                 |                                                                                     |
| Mausoléo/Olmi-Cappella/Pioggiola          | 2B          | Communale                          |                 |                                                                                     |
| Moltifao                                  | 2B          | Communale                          | 647             |                                                                                     |
| Muracciole                                | 2B          | Communale                          | 239             | Muracciole, Noceta, Rospigliani, Vezzani                                            |
| Murato                                    | 2B          | Communale                          |                 |                                                                                     |
| Noceta                                    | 2B          | Communale                          | 464             | Noceta, Vivario, Muracciole                                                         |
| Novale                                    | 2B          | Communale                          | 155             |                                                                                     |
| Novella                                   | 2B          | Communale                          | 87              |                                                                                     |
| Olmi-Cappella                             | 2B          | Communale                          |                 |                                                                                     |
| Pietroso                                  | 2B          | Communale                          | 4 137           | Pietroso, Vivario, Muracciole, Rospigliani                                          |
| Poggio-di-Nazza                           | 2B          | Communale                          |                 |                                                                                     |
| Popolasca                                 | 2B          | Communale                          |                 |                                                                                     |
| Rospigliani                               | 2B          | Communale                          | 82              | Rospigliani, Vezzani                                                                |
| Sant'Andrea-di-Bozio                      | 2B          | Communale                          | 70              | Mazzola, Sant'Andrea-di-Bozio                                                       |
| San Pietro d'Accia (nord)                 | 2B          | Communale                          | 6.84            | Indivise                                                                            |
| San Pietro d'Accia (sud)                  | 2B          | Communale                          | 11.2            | Indivise                                                                            |
| Santo-Pietro-di-Venaco                    | 2B          | Communale                          | 144             | Santo-Pietro-di-Venaco, Venaco                                                      |
| Sant'Appiano                              | 2B          | Communale                          |                 |                                                                                     |
| Sari-Solenzara                            | 2B          | Communale                          |                 |                                                                                     |
| Scolca                                    | 2B          | Communale                          |                 |                                                                                     |
| Silvareccio                               | 2B          | Communale                          | 229             |                                                                                     |
| Sisco                                     | 2B          | Communale                          | 51              |                                                                                     |
| Solaro                                    | 2B          | Communale                          | 411             | Quenza, Solaro                                                                      |
| Tox                                       | 2B          | Communale                          | 138             | Campi, Linguizzetta, Tox                                                            |
| Urtaca                                    | 2B          | Communale                          |                 |                                                                                     |
| Vallica                                   | 2B          | Communale                          |                 |                                                                                     |
| Venaco                                    | 2B          | Communale                          | 126             | Muracciole, Venaco, Vivario                                                         |
| Vezzani                                   | 2B          | Communale                          | 435             | Vezzani, Pietroso                                                                   |
| Vignale                                   | 2B          | Communale                          |                 |                                                                                     |
| Vivario                                   | 2B          | Communale                          | 2 821           |                                                                                     |
| Pinia                                     | 2B          | Conservatoire du littoral          | 358             |                                                                                     |
| Casabianda                                | 2B          | Ministère de la Justice            | 720             |                                                                                     |

### Les forêts communales indivises
| Nom                                                                   | Département | Microrégion  | Superficie (Ha) | Observations                       |  |
| --------------------------------------------------------------------- | ----------- | ------------ | --------------- | ---------------------------------- |  |
| Bastelica                                                             | 2A          | Ajaccio      | 777             |                                    |  |
| Bastelica                                                             | 2A          | Ajaccio      | 353             |                                    |  |
| Pastricciola                                                          | 2A          | Ajaccio      | 632             |                                    |  |
| Coti-Chiavari                                                         | 2A          | Ajaccio      | 202             |                                    |  |
| Calcatoggio, Sant'Andrea-d'Orcino                                     | 2A          | Ajaccio      | 27              |                                    |  |
| Monacia-d'Aullène, Pianottoli-Caldarello                              | 2A          | Freto        | 1 424           |                                    |  |
| Figari, Pianottoli-Caldarello, Porto-Vecchio, Sotta                   | 2A          | Freto        | 2 642           |                                    |  |
| Figari, Monacia-d'Aullène, Pianottoli-Caldarello                      | 2A          | Freto        | 1 229           |                                    |  |
| Figari, Sotta                                                         | 2A          | Freto        | 828             |                                    |  |
| Altagène, Zoza                                                        | 2A          | Alta Rocca   | 100             |                                    |  |
| Carbini, Levie, Zerubia                                               | 2A          | Alta Rocca   | 1 229           |                                    |  |
| Levie                                                                 | 2A          | Alta Rocca   | 828             |                                    |  |
| Campana, Croce, La Porta, Nocario, Pie-d'Orezza, Quercitello          | 2B          | Castagniccia | 681             | Forêt de Santo-Pietro-D'Accia Nord |  |
| Carcheto-Brustico, Piedipartino, Pietricaggio, Piobetta, Pie-d'Orezza | 2B          | Castagniccia | 1 115           | Forêt de Santo-Pietro-D'Accia Sud  |  |
| Asco                                                                  | 2B          | Caccia       | 4 511           |                                    |  |
| Asco                                                                  | 2B          | Caccia       | 6 538           |                                    |  |
| Focicchia                                                             | 2B          | Rogna        | 45              |                                    |  |
| Castineta, Gavignano, Morosaglia, Saliceto, San-Lorenzo               | 2B          | Castagniccia | 681             |                                    |  |
| Alzi, Bustanico, Carticasi, Mazzola                                   | 2B          | Bozio        | 1 115           |                                    |  |
| Calenzana, Galéria, Manso, Mausoleo                                   | 2B          | Balagne      | 4 511           |                                    |  |
| Galéria, Manso                                                        | 2B          | Balagne      | 4 796           |                                    |  |
| Calenzana, Galéria, Manso                                             | 2B          | Balagne      | 6 538           |                                    |  |
| Calenzana, Mausoléo                                                   | 2B          | Balagne      | 459             |                                    |  |
| Mausoléo                                                              | 2B          | Balagne      | 247             |                                    |  |
| Mausoléo                                                              | 2B          | Balagne      | 59              |                                    |  |

## Principales essences
Pour l’ensemble de la Corse, le taux moyen de boisement est de 46,0 % avec une surface boisée de 401 817 ha, très supérieur au taux moyen national (26,9 %).
Le chêne vert reste majoritaire dans le peuplement des surfaces boisées et arborées de l'île. 
Sur 212 920 ha de forêts corses, 45 000 ha abritent des pins laricio de Corse (Pinus nigra subsp laricio var corsicana) en langue corse u làrice ou u lariciu, dont 21 000 ha sont des peuplements purs.

### Répartition par essence principale des surfaces de formations boisées de production
- Pin Laricio : 25 069 ha, soit 7,4 %  (taux de boisement qui est le rapport entre la surface boisée et la surface totale de la région) forestière considérée[1]
- Pin maritime : 32 397 ha, soit 9,6 %
- Hêtre : 16 124 ha, soit 4,8 %
- Chêne vert : 137 323 ha, soit 40,6 %
- Chêne liège : 26 374 ha, soit 7,8 %
- Chêne blanc : (chêne pubescent) 10 522 ha, soit 3,1 %
- Châtaignier : 24 633 ha, soit 7,3 %